# Német Könyvtár (könyvsorozat)
A Német Könyvtár egy 20. század eleji magyar szépirodalmi könyvsorozat, amely a Lampel Róbert (Wodianer F. és Fiai) Cs. és Kir. Udvari Könyvkereskedés gondozásában Budapesten jelent meg 1900-ban, és a következő köteteket tartalmazta:
- 1. Freytag Gusztáv. Bilder aus der deutschen Vergangenheit. Jegyzetekkel és magyarázatokkal ellátta dr. Gyulai Ágost. (XXII és 89 l.)
- 2. Goethe. Dichtung und Wahrheit. Szemelvényes kiadás. Magyarázta Tiber Ágost. (X és 91 l.)
- 3. nem jelent meg.
- 4. Lessing. Minna von Barnhelm oder das Soldatenglück. Magyarázta dr. Kohlbach Bertalan. (115 l.)
- 5. Aurbacher. Ein Volksbüchlein. Szemelvényes kiadás. Magyarázta Endrei Ákos. (VII és 94 l.)
- 6. Kleist Heinrich. Michael Kohlhaas. Történeti elbeszélés. Magyarázta dr. Vajda Gyula. (XII és 92 l.)
- 7. Heine, Uhland, Lenau költeményeiből. Magyarázta dr. Kohlbach Bertalan. (115 l.)